# العنصرية في الرياضة
انتشرت قضية العنصرية في الرياضة في جميع أنحاء العالم، وخاصة العنصرية تجاه الأمريكيين الأفارقة التي كانت مريعة جداً على مدار تاريخ الرياضة في الولايات المتحدة وحول العالم.
أصدرت لجنة حقوق الإنسان وتكافؤ الفرص تقريراً في عام 2007 يفيد بأن الإساءة والتشهير العنصريين أمرٌ مبتذل في الرياضات العالمية، بأماكن مثل أستراليا وأوروبا وأمريكا.

## كرة القدم

### المملكة المتحدة
عانى لاعبو كرة القدم البريطانيون العنصرية لفترة طويلة جدًا مع وقوع العديد من الحوادث من فترة ليست ببعيدة. فخلال التسعينيات، ساء التمييز لدرجة أن مشجعي الأندية من السود والآسيويين لم يذهبوا إلى المباريات بسبب مستوى التمييز الذي تعرضوا له وحتى من زملائهم المشجعين من نفس الفريق. وفي مباراة تصفيات يورو 2020 في بلغاريا، توقفت مباراة مرتين بعد أن هتف المشجعون البلغاريون بهتافات عنصرية، واعتُقِلَ أربعة منهم بعد فترة وجيزة. ارتفعت الحوادث في 2018 بنسبة 67٪ في الألعاب الاحترافية، وهي زيادة حادة مقارنة بأنواع أخرى من التمييز. يستهدف التمييز بشكل خاص الحكام الملونين من قبل اللاعبين الذين طُردوا بسبب سوء السلوك. ويتذكر الحكم جويل مانيكس حالة واحدة لحكم آخر قال له: «أنا فقط أحكم لعبة. ربما أكون قد أخطأت، وربما لا، لكن هل هناك أي سبب للتصرف بهذه الطريقة».
لا يقتصر هذا الأمر على اللاعبين الإنجليز فقط. فقد دعا جوش ماجينيس مهاجم منتخب أيرلندا الشمالية إلى «مذكرة بيانات» لتذاكر كرة القدم بعد عدة حالات من العنصرية من قبل المشجعين في أثناء لعب كرة القدم على المستوى الاحترافي.
توجد منظمات للمساعدة في معالجة هذه المشاكل ومن أكبرها «البطاقة الحمراء للعنصرية» التي تأسست عام 1996.

### اتحاد كرة القدم
يملك اتحاد كرة القدم تاريخاً حافلاً من الأحداث العنصرية. فقد يُستهدف بعض اللاعبين بسبب ارتباطهم بفريق منافس. ومع ذلك، كانت هناك حالات لأفراد استُهدفوا من قبل مشجعي فرقهم.

ففي 3 يناير 2013، أعلن برو باتريا وهو نادٍ إيطالي صغير، عن وجهة نظره العنصرية في أثناء لعبه مع ميلان إذ وصف كيفن برينس بواتينغ بأنه رجل أسود من غانا وخلال هذه المباراة تعرض للإساءة باستمرار بسبب لون بشرته.
«عندما لمس بواتينغ الكرة لأول مرة، أصدر جزء صغير من الجماهير أصوات قرد أو.. أو.. أو... وأطلق عليه خمسون شخصًا أو نحو ذلك اسم حيوان. أغلق عيناه عنهم ولم يستطع أن يرى إلا الكراهية. استمرت الهتافات لمدة 20 دقيقة وأخيرًا، بعد نحو عشرين دقيقة أخرى من الهتاف، التقط بواتينغ الكرة وركلها في المدرجات وخرج من الملعب. ثم استقل الفريق حافلته وعادو إلى مجمع إيه سي ميلان.
تثبت حادثة بواتينغ التي تُعد واحدة من حوادث أخرى مشابهة، أن المشجعين لا يهتمون أو لا يبالون بمجموعة قواعد التنظيم. فالتغييرات التي أجراها اتحاد كرة القدم ليس لها آثار كثيرة على الجماهير، الذين هم أكبر المساهمين في العنصرية في كرة القدم، وهذا يسمح باستمرار العنصرية.
تهدف بعض السياسات إلى الحد من العنصرية في اتحاد كرة القدم وتشمل «كرة القدم ضد العنصرية» في أوروبا، و«إظهار البطاقة الحمراء للعنصرية»، و«العنصرية تهدم اللعبة» في رومانيا.

## الركبي

### أستراليا
زعم أنتوني موندين، لاعب دوري الركبي، أن نادي نيو ساوث ويلز كان عنصريًا للغاية لدرجة أنه ترك لعبة الركبي واتجه للملاكمة. كان يعتقد أنه بسبب عرقه لم يتم تقديره حقًا لموهبته في الدوري حيث أُجبر على الجلوس واللعب في مراكز مختلفة على الرغم من إثبات أنه من بين أكثر الموهوبين في الدوري. وحتى كملاكم محترف، لا يزال موندين يشعر بوجود عنصرية في الرياضات الأسترالية. وقد قرر الجلوس في أثناء النشيد الوطني قبل نزاله ضد داني جرين في 3 فبراير 2017. وهو يعتقد أن النشيد الوطني لا يمثل السود الذين ما زالوا يتعرضون للقمع في أستراليا ولا يعترفون به.
ذكر موقع أستراليا الإخباري أن المعلق التلفزيوني واللاعب السابق في دوري الركبي العظيم أندرو جونز قد جرى طرده بسبب وصفه لغريغ إنجليس بـ «العاهرة السوداء» في أثناء مخاطبته فريق نيو ساوث ويلز. بالإضافة إلى ذلك، زُعم أن جونز قد أشار إلى تيمانا تاهو على أنه «عاهرة سوداء» و«زنجي» و«قرد».